# Oldeouwer
Oldeouwer (Fries: Alde Ouwer of Aldeouwer) is een dorp in de gemeente De Friese Meren, in de Nederlandse provincie Friesland. Oldehouwer ligt ten zuiden van Joure, net ten noorden van het Tjeukemeer. In het westen lopen de Scharsterrijn en de A6. Samen met Ouwsterhaule en Ouwster-Nijega vormen de dorpen de zogenaamde Ouwster Trijega (Fries: Ouster Trijegeaën) .
In 2023 telde het dorp 80 inwoners. Een echte dorpskern heeft Oldeouwer niet meer.
In de Friesche Dialectgeographie van Hof uit 1933 wordt vermeld dat Oldeouwer een Nedersaksische (Stellingwerfse) enclave was in het Friese taalgebied, alhoewel afnemend door het einde van de vervening.

## Geschiedenis
Het dorp is ontstaan in de Middeleeuwen. De plaatsnaam verwijst naar een oude(re) plaats in de streek de Ouwer. Deze laatste naam verwijst mogelijk naar een oever. Het dorp werd vanaf de 13e eeuw vermeld als Antiqua huer, Oldenoever, Olde Huw, oppa ower en Oudeouwer.
Oldeouwer was een streekdorp. In de 18e eeuw werd de Trijegaasterpolder ingepolderd, wat voor meer gebied en werkgelegenheid zorgde. Door de eeuwen heen heeft Oldeouwer echter ook gebied moeten prijsgeven aan het Tjeukemeer. 
De kerk van Oldehouwer had een toren maar werd uiteindelijk afgebroken. Op de plek van de kerk staat een van de klokkenstoelen in Friesland. 
In 1840 bestond het dorp uit acht huizen. In het begin van de twintigste eeuw ontstond er langs de Sluisweg een buurtje. Het Gemaal Oldeouwer stamt uit 1926.
Tot de gemeentelijke herindeling van 1 januari 1984 maakte Oldeouwer deel uit van de gemeente Doniawerstal, waarna het onderdeel werd van de gemeente Skarsterlân. Sinds 2014 maakt het deel uit van de gemeente De Friese Meren.
De Gietersen, verveners uit Giethoorn, namen hun Gieterse variant het Stellingwerfs Nedersaksisch mee naar het dorp. Tot minstens de jaren 50 werd dit Gieters in het dorp gesproken.

## Toerisme
Ondanks dat het geen echte kern heeft is het door de ligging aan het Tjeukemeer enigszins toeristisch gericht. Er is surfstrand aanwezig en een camping. Aan de kant van Rohel zit er een bootverhuurbedrijf.

## Ontwikkeling inwonertal
| 1930 | 1973 | 2004 | 2017 | 2018 | 2021 | 2023 |
| ---- | ---- | ---- | ---- | ---- | ---- | ---- |
| 104  | 107  | 80   | 85   | 80   | 80   | 80   |